# Elbe-Parey

Lageplan

Elbe-Parey ist eine Gemeinde im Landkreis Jerichower Land in Sachsen-Anhalt.

## Geografie
Elbe-Parey liegt zwischen den Städten Burg und Genthin und hat seine weiteste Ausdehnung in Nordsüdrichtung mit 19 Kilometern, während die Westostausdehnung maximal zwölf Kilometer beträgt. Die Westgrenze wird im Wesentlichen durch die Elbe gebildet, daher bestimmt auch die Elbaue weite Teile des Gemeindegebietes. Im Südosten beginnt sich der Fläming zu erheben. Weite Waldgebiete der Gemeinde sind vorwiegend im östlichen Bereich anzutreffen. Die wichtigsten Verkehrsadern sind die Bundesstraße 1, die Landesstraße 54, die Bahnstrecke Berlin–Magdeburg, sowie die Wasserstraßen Elbe und Elbe-Havel-Kanal. Die höchste Erhebung ist der Derbensche Berg mit 56,3 Metern.

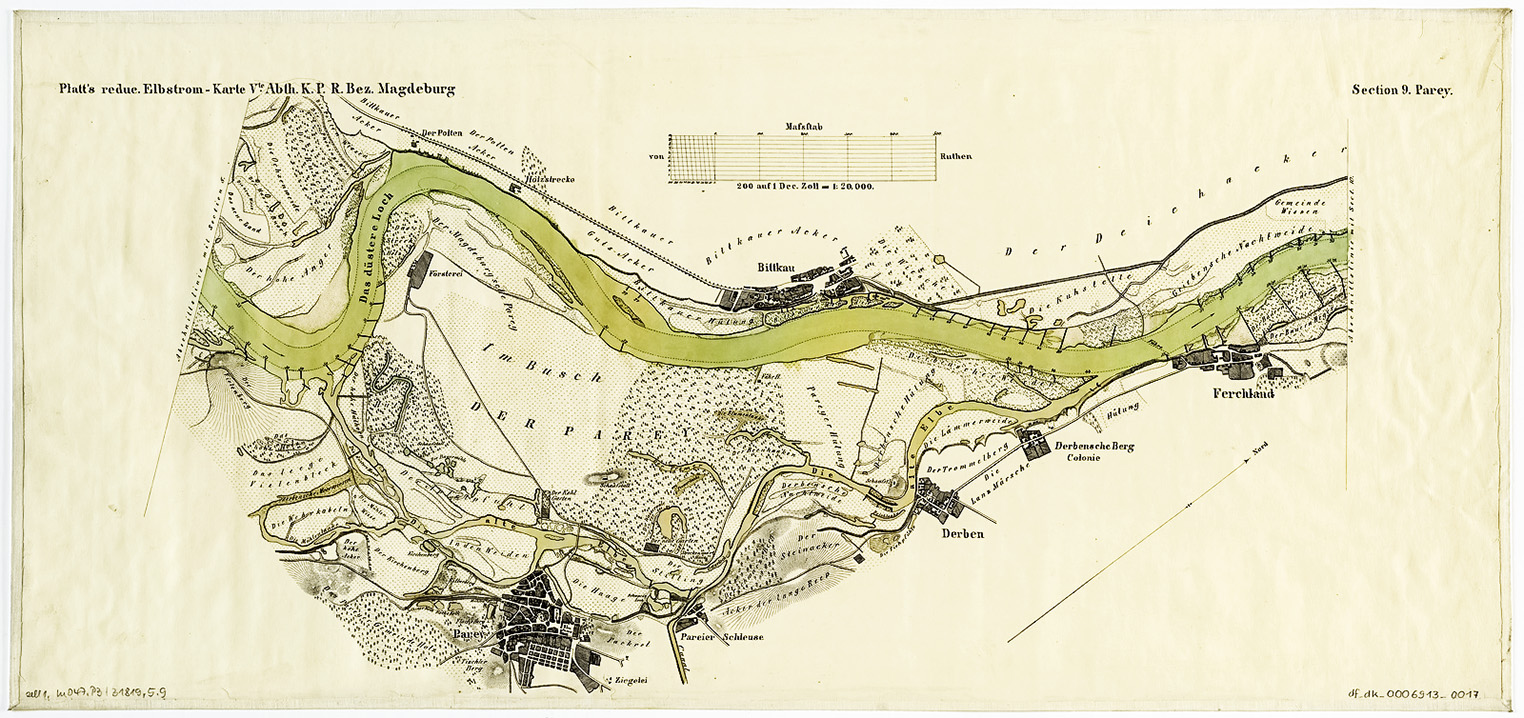
Elbe-Parey um 1855, Kupferstich

### Gemeindegliederung
Die Gemeinde Elbe-Parey entstand am 1. September 2001 aus dem Zusammenschluss der bis dahin selbständigen Gemeinden
| Bergzow     |
| Derben      |
| Ferchland   |
| Güsen       |
| Hohenseeden |
| Parey       |
| Zerben      |

die nunmehr den Status von Ortsteilen innehaben.

## Religion
15 % der Einwohner von Elbe-Parey sind evangelisch, 2 % katholisch.
Die Kirchen in Bergzow, Derben, Ferchland, Güsen, Parey und Zerben gehören zum Pfarramt Parey, die Kirche in Hohenseeden zum Pfarramt Grabow im Kirchenkreis Elbe-Fläming der Evangelischen Kirche in Mitteldeutschland.

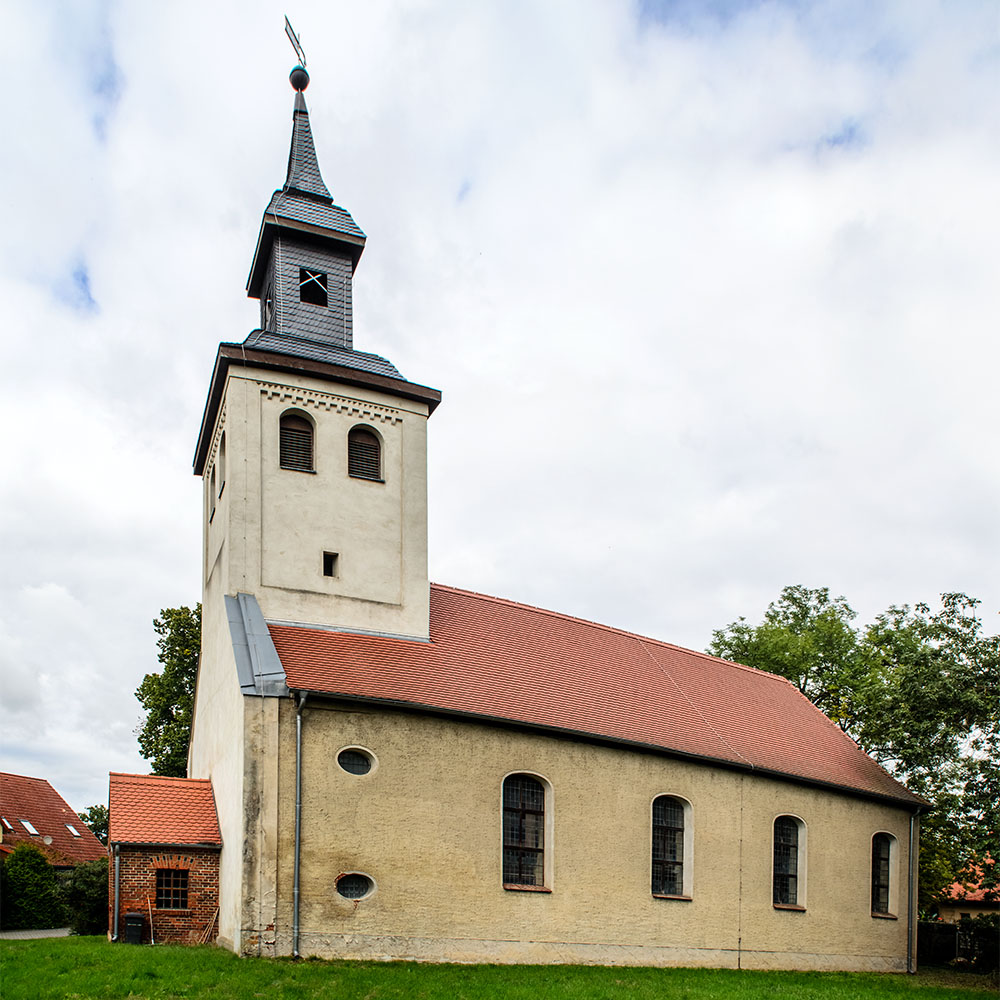
Dorfkirche Bergzow
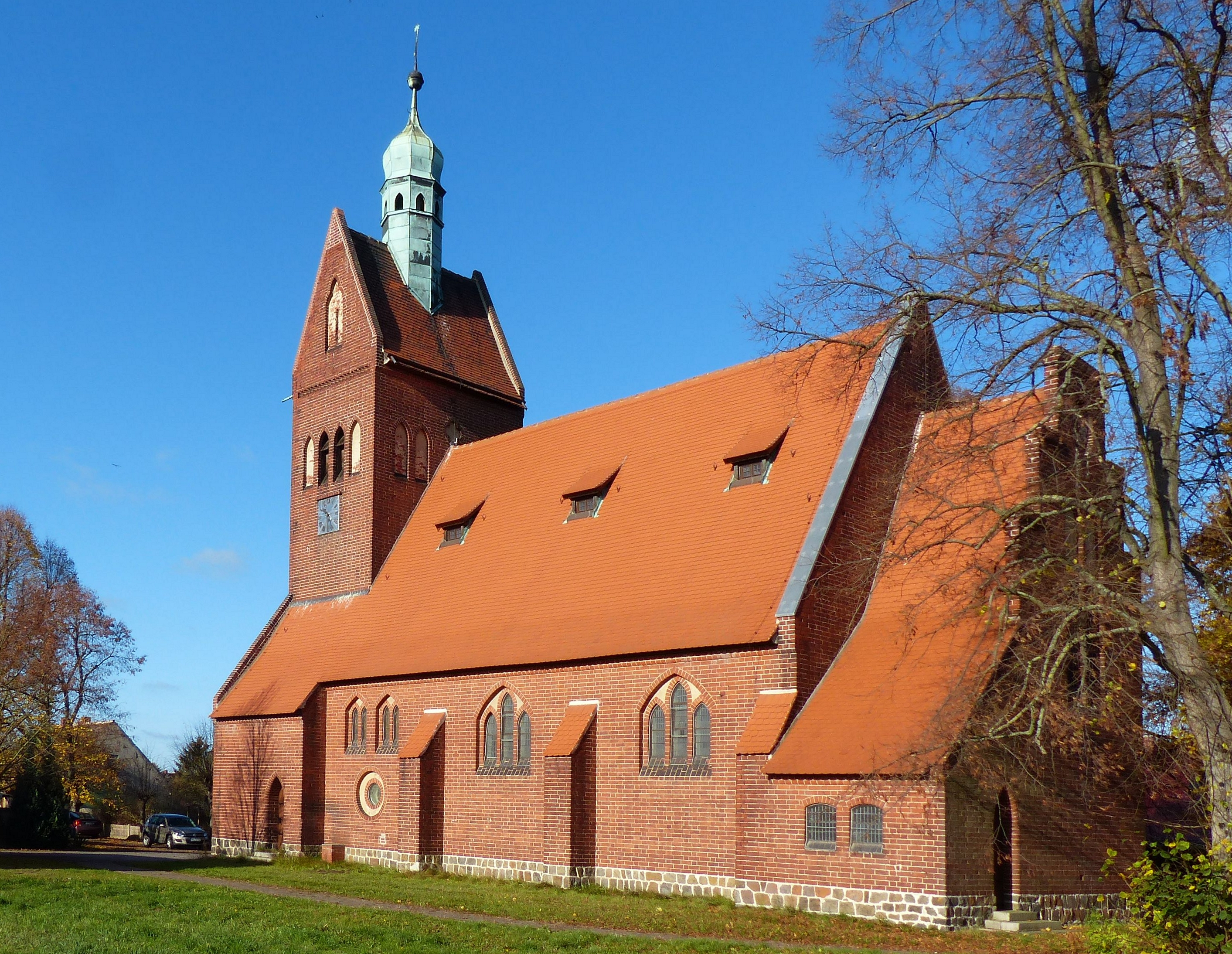
Dorfkirche Derben
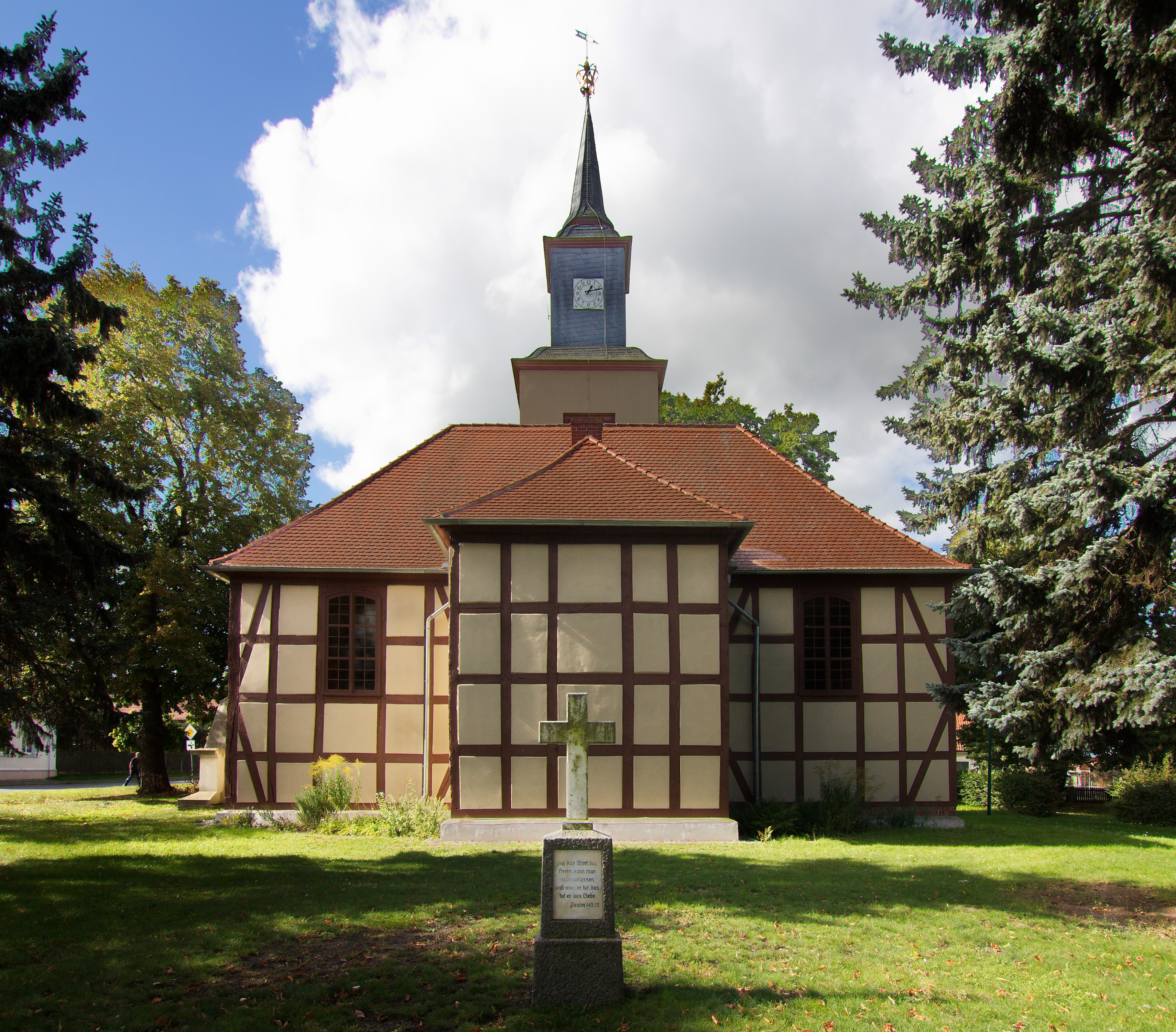
Dorfkirche Ferchland
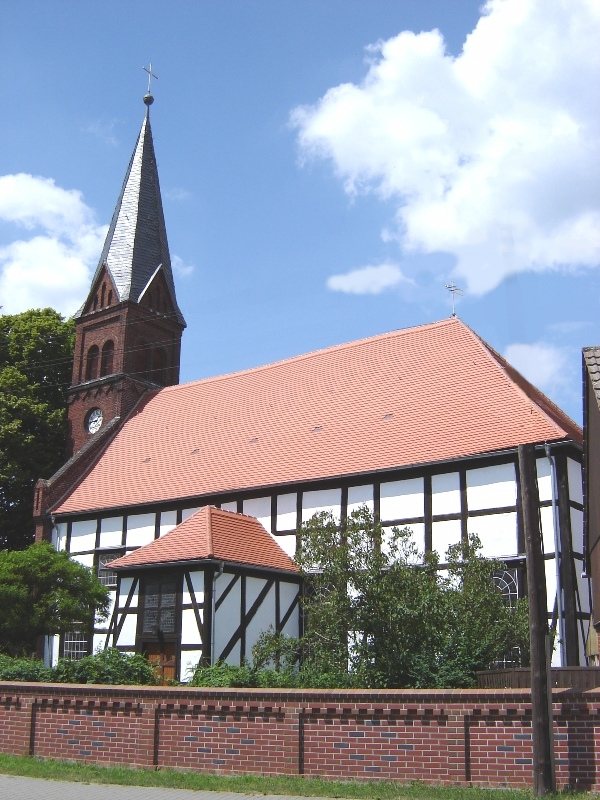
Dorfkirche Güsen
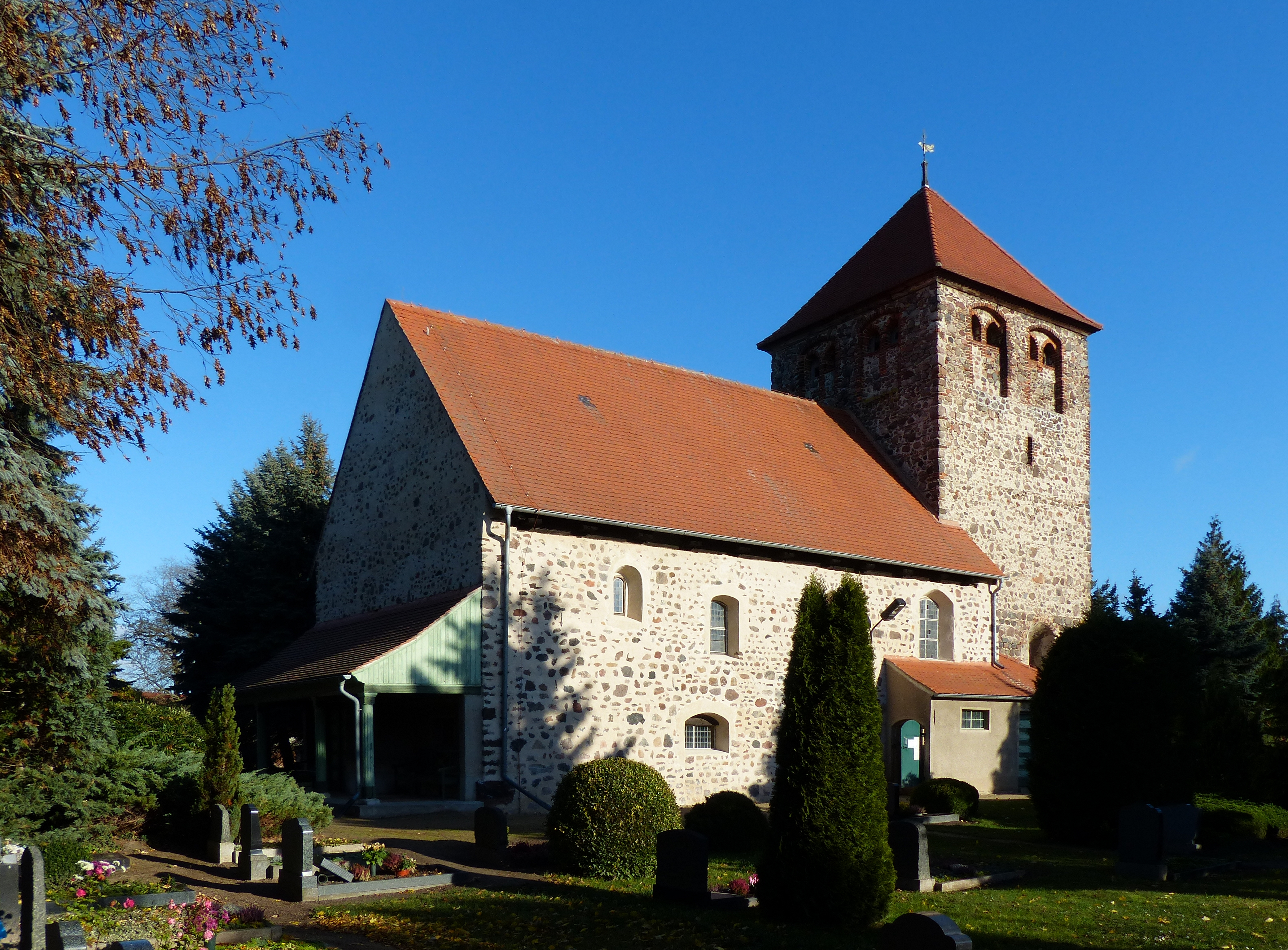
Dorfkirche Hohenseeden
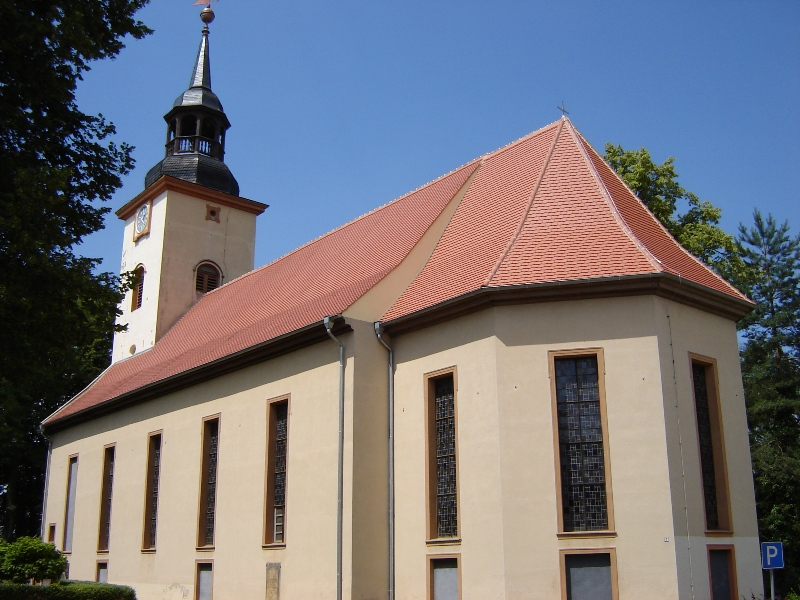
Heilige Dreifaltigkeit (Parey)
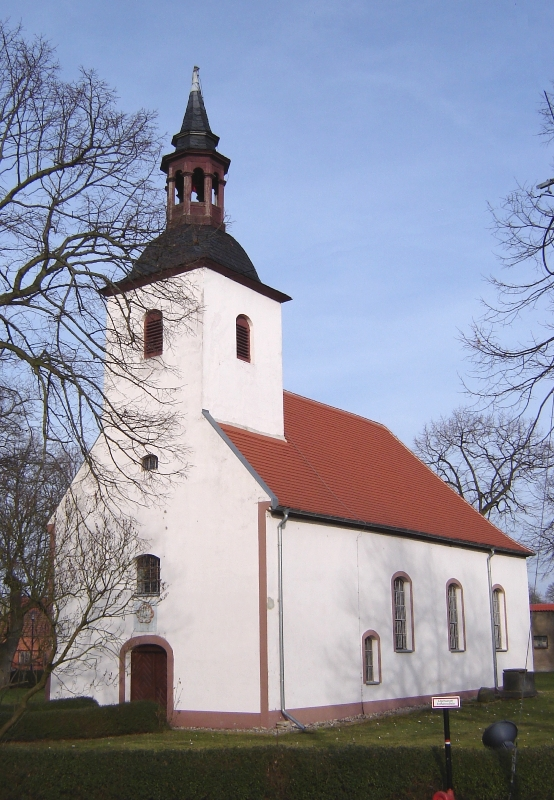
Dorfkirche Zerben

Die wenigen Katholiken sind der Pfarrei St. Marien mit Sitz in Genthin, Bistum Magdeburg, zugeordnet. Diese schuf in den Jahren 1957 bis 1970 Kapellen in Ferchland, Güsen und Parey, die jedoch in den Jahren 1988 bis 2010 aufgegeben wurden.

## Politik

### Gemeinderat
Der Gemeinderat hat 20 gewählte ehrenamtliche Mitglieder. Zusätzliches Mitglied ist die Bürgermeisterin. Die Amtszeit beträgt 5 Jahre. 
Die Gemeinderatswahl am 26. Mai 2019 führten zu folgendem Ergebnis:
| Partei / Liste          | Stimmen | Anteil  | Sitze |
| CDU                     | 955     | 10,6 %0 | 2     |
| AfD                     | 942     | 10,4 %0 | 2     |
| Die Linke               | 483     | 5,3 %   | 1     |
| SPD                     | 425     | 4,7 %   | 1     |
| Grüne                   | 473     | 5,2 %   | 1     |
| Wählergruppen           | 51990   | 57,4 %0 | 120   |
| Einzelbewerber          | 575     | 6,4 %   | 1     |
| Wahlbeteiligung: 56,0 % |         |         |       |

### Bürgermeisterin
Die Bürgermeisterin Jutta Mannewitz (parteilos) wurde am 2. Dezember 2001 mit 100 Prozent der gültigen Wählerstimmen gewählt. Im Juni 2015 erhielt Nicole Golz 63,9 % der Stimmen und löste damit Amtsinhaberin Mannewitz ab. Am 19. Juni 2022 wurde sie mit 59,8 Prozent der gültigen Stimmen im Amt bestätigt.

### Ortschaften
Die einzelnen Ortsteile werden durch eigene Ortschaftsräte und Ortsbürgermeister vertreten.

### Wappen
Das Wappen wurde am 23. Juli 2007 durch den Landkreis genehmigt.
Blasonierung: „Im goldenen Schild mit blauen Wellenflanken eine blaue Lilie zwischen oben drei (1:2) und unten drei (2:1) blauen Rauten.“
Die Gemeindefarben sind – abgeleitet von der Farbe der Wappenmotive und der Tinktur des Schildes – Blau-Gelb.

### Flagge
Die Flagge ist Gelb-Blau-Gelb (1:1:1) gestreift (Querform: Streifen waagerecht verlaufend, Längsform: Streifen senkrecht verlaufend) und mittig mit dem Gemeindewappen belegt.

## Städtepartnerschaften
Partnerstadt von Elbe-Parey ist das polnische Jastarnia.

## Wirtschaft
Wichtigster Wirtschaftsfaktor der Einheitsgemeinde ist die Landwirtschaft mit größeren Agrarbetrieben in Bergzow und Hohenseeden. Industriezentren sind Parey (Stahl- und Gittermastbau) sowie Güsen (Betonschwellenwerk). In Neuderben gibt es die Schiffswerft Bolle und in Derben die Schiffswerft Hermann Barthel (Stand 2020).

## Geschichte, Bauwerke und Personen
- Siehe unter den einzelnen Ortsteilen gemäß dem Abschnitt Gemeindegliederung

Die in der Gemeinde befindlichen Kulturdenkmale sind in der Liste der Kulturdenkmale in Elbe-Parey eingetragen, die Bodendenkmale in der Liste der Bodendenkmale in Elbe-Parey.

## Verkehr
Im Gemeindegebiet liegt der Bahnhof Güsen (Kr Genthin) an der Bahnstrecke Berlin–Magdeburg.
Früher verliefen durch das heutige Gebiet der Gemeinde Elbe-Parey auch die Bahnstrecke Güsen–Jerichow und die Bahnstrecke Güsen–Ziesar mit Stationen in Hohenseeden, Güsen Dorf, Zerben, Parey, Neuderben, Derben und Ferchland. 1999 wurde der Reiseverkehr auf beiden Strecken eingestellt.